# 栃南通運
栃南通運株式会社（とちなんつううん）は、栃木県小山市に本社を置く物流会社である。貨物自動車運送事業や倉庫業が主要事業だが、その他にも不動産賃貸業や保険代理店業、一般タクシー業と自動車整備業なども運営している。

## 沿革
- 1943年（昭和18年）03月 ‐ 栃木県南通運株式会社設立。
- 1949年（昭和24年）02月 ‐ 倉庫業を開始。
- 1951年（昭和26年）11月 ‐ 社名を栃南通運株式会社と改称。
- 1967年（昭和42年）09月 ‐ 石橋第三工業団地に石橋輸送センター開設。
- 1968年（昭和43年）02月 ‐ 小山第一工業団地に小山輸送センター開始。
- 1972年（昭和47年）03月 ‐ 宇都宮貨物ターミナル支店開設。
- 1980年（昭和55年）03月 ‐ 小山第三工業団地に営業倉庫新設。
- 1989年（平成元年）07月 ‐ 大光寺輸送センター開設。
- 1991年（平成03年）06月 ‐ 石橋第三倉庫新築営業開始。
- 1998年（平成10年）10月 ‐ 小山支店横倉５号定温倉庫新築営業開始。
- 2003年（平成15年）08月 ‐ ISO9001:2000版認証取得。
- 2008年（平成20年）04月 ‐ 本社を現在地に移転。

## 事業所
- 宇都宮貨物ターミナル支店コンテナ課
〒329-0524 栃木県河内郡上三川町多功二の谷2403-3
- 石橋物流センター
〒329-0512 栃木県下野市下石橋510-2
- 小山支店小山物流センター
〒323-0819 栃木県小山市横倉1245-6
- 大光寺営業所
〒328-0003 栃木県栃木市大光寺町

## 事業
- JR貨物鉄道コンテナ輸送業務
- トラック輸送業務
- 倉庫保管業務

## 倉庫
- 石橋倉庫
栃木県下野市下石橋510-2石橋第3工業団地内　7,172㎡（2,169.4坪）
- 横倉倉庫
栃木県小山市横倉1245-6小山第1工業団地内　4,949㎡（1,497坪）
- 出井倉庫
栃木県小山市出井1533-5小山第3工業団地内　2,665㎡（806.3坪）
- 沼和田倉庫
栃木県栃木市沼和田町13-36　555㎡（167.9坪）